# Forschungs- und Arbeitsgemeinschaft Irland

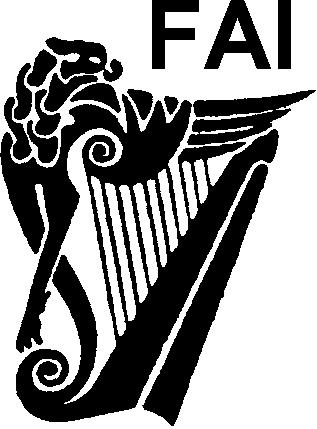
Emblem der Forschungs- und Arbeitsgemeinschaft Irland e.V.

Die FAI – Forschungs- und Arbeitsgemeinschaft Irland e.V. im Bund Deutscher Philatelisten e.V. ist ein Verein, der sich mit irischer Philatelie befasst. Der Verein mit Sitz in München wurde am 24. Juli 1982 von Frank Holzmüller mit dem Ziel gegründet, eine Kommunikations- und Forschungsplattform für alle an der irischen Philatelie Interessierten in der Bundesrepublik Deutschland zu etablieren. Mittlerweile hat sich der Verein internationalisiert. Die mehr als 200 Mitglieder (Stand 2013) stammen von vier Kontinenten und mehrheitlich nicht aus Deutschland. Seit Mai 2007 ist Heinz-Jürgen Kumpf 1. Vorsitzender der FAI.
Die FAI pflegt Kontakte zu den anderen philatelistischen Irland-Vereinen auf der ganzen Welt und kooperiert mit der irischen Postverwaltung An Post. Die Mitglieder treffen sich regelmäßig bei Regionaltreffen und Jahreshauptversammlungen in allen Gebieten Deutschlands.
Der Verein gibt dreimal jährlich eine Mitgliedszeitschrift, DIE HARFE, heraus. Auf über 200 Seiten pro Jahr werden Aspekte der irischen Philatelie behandelt. Die ersten 30 Jahrgänge liegen auch in digitalisierter Form auf DVD bzw. USB-Stick vor. Die Zeitschrift befasst sich insbesondere mit der irischen Postgeschichte. Diese umfasst unter anderem die alten Postrouten, die Beförderung mit Überseedampfern, die Postgebühren im Inland und vor allem in das Ausland sowie die in Irland verwendeten Malteserkreuzstempel. Auch die postgeschichtliche Dokumentation der irischen Unabhängigkeitsbewegung stellt ein wichtiges Feld dar. Die FAI erforscht weiter den Einsatz von Stempelmaschinen, die Militärpostgeschichte, die Zensur- und Kriegsgefangenenpost, die irischen Ganzsachen, die Internationalen Antwortscheine und die Fiskalmarken.
Der Verein gibt ferner eine Schriftenreihe heraus, in der bislang 30 Bände erschienen sind. Mit dieser Schriftenreihe trägt die FAI zum Fortschritt der philatelistischen Forschung im Bereich der Postgeschichte Irlands bei. Abhängig von Umfang und Druckkosten erhalten die Mitglieder der FAI diese Publikationen im Erscheinungsjahr kostenlos oder zu einem Vorzugspreis.
Auf vielen Gebieten der irischen Philatelie stehen Fachreferenten der FAI den Mitgliedern für Auskünfte zur Verfügung.
Seit Mitte der 1990er Jahre erscheinen sämtliche Veröffentlichungen (sowohl die Mitgliedszeitschrift als auch Neuerscheinungen in der Schriftenreihe) komplett zweisprachig auf Deutsch und Englisch. Damit stellen die Publikationen ein Bindeglied zwischen deutsch- und englischsprachigen Philatelisten dar und sind Sammlern und Forschenden im Bereich der irischen Philatelie weltweit ohne Sprachbarriere zugänglich.